# Amir Zargari
Amir Zargari (en persa: امير زرگری, Khomein, 31 de juliol de 1980) és un ciclista iranià, professional des del 2005. Ha participat en els Jocs Olímpics d'Atenes de 2004 i els de Londres de 2012. També competeix en ciclisme en pista.

## Palmarès en carretera
- 2000
  - Vencedor d'una etapa al Tour de l'Azerbaidjan
- 2006
  - Vencedor d'una etapa al Kerman Tour
  - Vencedor d'una etapa al Tour de l'Azerbaidjan
  - Vencedor d'una etapa al Tour de Java oriental
- 2007
  - Vencedor d'una etapa al Milad De Nour Tour
- 2010
  - Vencedor d'una etapa al Tour de l'Azerbaidjan
  - Vencedor de 2 etapes a la Volta al Singkarak
- 2011
  - 1r a la Volta al Singkarak i vencedor de 4 etapes
  - 1r a l'International Presidency Tour i vencedor de 2 etapes[1]
- 2014
  - 1r a la Volta al Singkarak
- 2015
  - Vencedor d'una etapa a la Volta al Singkarak

## Palmarès en pista
- 2002
  - Campió asiàtic en Cursa d'eliminació
- 2004
  - Campió asiàtic en Cursa d'eliminació